# In de Leli
In de Leli is een gemeentelijk monument aan de Waldeck Pyrmontlaan 20 in Baarn in de provincie Utrecht. Het huis staat in het Wilhelminapark dat onderdeel is van  rijksbeschermd dorpsgezicht Prins Hendrikpark e.o..
Het huis is in 1911 ontworpen door architect J.H.W. Leliman voor zichzelf. De asymmetrische voorgevel heeft twee topgevels, ertussen zijn een veranda en een portiek gebouwd. In het huis is een uit Kennemerland afkomstige gevelsteen uit 1622 geplaatst met daarop de tekst 'In de Leli'. Leliman vond deze steen in een van de tochten met zijn boot. De grote Engelse hal is even groot als de woonkamer.